# シャオシ・ソヴァレニ
シャオシ・オファキヴァハフォラウ・ソヴァレニ（トンガ語: Siaosi ‘Ofakivahafolau Sovaleni, 1970年2月28日 - ）は、トンガの政治家。同国首相（第17代）、副首相（2014年-2017年）、環境大臣、国防大臣などを歴任。Hon. フアカバメイリク(トンガ語: Hu‘akavameiliku)とも。

## 経歴
ランギ・カヴァリク副首相の息子として誕生。1988年にニュージーランドのティマル男子高校を卒業。1992年にニュージーランドのオークランド大学で教育を受け、コンピュータサイエンスの理学士号を取得。オックスフォード大学で修士号を取得し、フィジーのスバにある南太平洋大学でMBAを取得。
ソヴァレニは2014年のトンガ総選挙で立法議会議員として選出され、アキリシ・ポヒヴァ内閣で副首相兼環境・通信大臣に任命された。ソヴァレニは通信大臣として、2015年にインターネット検閲を許可する2つの法案を推し進めた。同年には日本で行われる国連防災世界会議に出席するため、訪日。
2017年9月、議会解散を決定したトゥポウ6世の決定に従い、一時的に議員職を失職した。2017年のトンガ総選挙に立候補し、トンガタプ選挙区議員として再選された。アキリシ・ポヒヴァと首相候補選挙で争ったが、14票対12票で敗れた。2019年にはポヒヴァ・トゥイオネトアを首相に推薦したため、教育訓練大臣としてトゥイオネトア内閣に任命された。2021年1月、ソヴァレニは父親が保持していたフアカヴァメイリクの称号を授けられる。2021年の総選挙で再選され、ソヴァレニは多くの候補者の中で最も多くの票を獲得した。
2021年の総選挙後、アイサケ・エケと首相候補選挙に出馬。同年12月15日に25票中16票を獲得し、首相に任命されることが決定した。同年12月17日に首相に任命された。
2024年2月4日にトゥポウ6世はソヴァレニの国防大臣（兼任）への任命、またフェキタモエロア・ウトイカマヌを外務大臣兼観光大臣に任命しないと発表。2月5日、内閣はこの決定は違憲として拒否し、ソヴァレニは議会にて、この国には隷属が残っていると王室を批判した。しかし4月4日、ソヴァレニは自ら兼任する国防相と、ウトイカマヌ外相兼観光相は3月28日に辞任したことを発表。
以降も王室との確執が深まっているとの憶測が流れ、12月9日に議会で不信任決議案が採決される直前に首相を辞任すると表明。王室に近い貴族枠の議員9人全員が賛成すれば不信任決議は可決される見込みだったこともあり、突然の辞任は王室との確執が一因とされた。同日、サミウ・ヴァイプル副首相が首相代行に就任した。